# Ectoderm
Ectodermul este una dintre foițele embrionare ale omului si animalelor. Este situat la exterior, printre derivatele sale numărându-se: tegumentul cu anexele sale, sistemul nervos, organele de simț. La celenterate rămâne ca atare, în viața adultă, conținînd  și celule diferențiate: musculare, senzitive, epiteliale, și urzicătoare.